# Euphysilla peterseni
Euphysilla peterseni is een hydroïdpoliep uit de familie Sphaerocorynidae. De poliep komt uit het geslacht Euphysilla. Euphysilla peterseni werd in 1967 voor het eerst wetenschappelijk beschreven door Allwein.